# Calamorhabdium
Genre
Calamorhabdium est un genre de serpents de la famille des Colubridae.

## Répartition
Les espèces de ce genre sont endémiques d'Indonésie.

## Liste des espèces
Selon The Reptile Database (11 janv. 2012) :
- Calamorhabdium acuticeps Ahl, 1933
- Calamorhabdium kuekenthali Boettger, 1898

## Publication originale
- Boettger, 1898 : Katalog der Reptilien-Sammlung im Museum der Senckenbergischen Naturforschenden Gesellschaft in Frankfurt am Main. Frankfurt am Main Museum, vol. 2, p. 1-160 (texte intégral).